# チーマ・ダ・コネリアーノ
ジョバンニ・バッティスタ・チーマ・ダ・コネリアーノ（伊: Giovanni Battista Cima da Conegliano, 1459年頃 コネリアーノ - 1517年頃 コネリアーノ）は、イタリア、ルネサンス期のヴェネツィア派の画家である。チーマ・ダ・コネリアーノの通称で知られる。主に宗教的な主題を描き、しばしば教会ではなく家庭のための小品を制作したが、いくつかの神話的な小品も制作した。ヴェネツィア派の巨匠ジョヴァンニ・ベッリーニの最も有能な後継者の1人であるが、アントネロ・ダ・メッシーナの影響も受けており、美しい風景と洗練されたディテール、彫刻のような人物、静謐で瞑想的な雰囲気を特徴としている。また鋭い光は鮮明な風景や建築学的な舞台の輪郭を明瞭に示している。

## 生涯
ジョヴァンニ・バッティスタ・チーマは当時ヴェネツィア本土の一部であり、現在はトレヴィーゾ県の一部であるコネリアーノで生まれた。チーマの姓は1484年に死去した彼の父が羊毛布の剪断を行う布職人（Cimator）であったことに由来する。チーマはおそらく彼の名前が父の納税申告書に初めて記載された1473年から1474年に成年に達しており、したがって彼の生年は1459年あるいは1460年と考えられている。修行時代については不明瞭だが、1480年からヴィチェンツァに住んでいたバルトロメオ・モンターニャの弟子であった可能性が非常に高い。制作年が入った最古の絵画であるヴィチェンツァ市立美術館の1489年の『パーゴラの聖母』（Madonna della Pergola）からはバルトロメオ・モンターニャの様式の強い影響が窺える。この初期の作品でさえ、チーマの作品に非常に際立っている落ち着きとほとんど冷静な精神を証明している。
その一方でチーマは早くからジョヴァンニ・ベッリーニの影響を受けていた。ジョルジョ・ヴァザーリ、フランチェスコ・サンソヴィーノ、カルロ・リドルフィといった初期の伝記作家は画家が間違いなくベッリーニの弟子であったと述べている。ヴェネツィアに移った正確な時期は不明だが、1492年には定住していたことは確かで、同年にコネリアーノ大聖堂の祭壇画を依頼されている。この頃にはチーマはヴェネツィアを代表する祭壇画家に成長しており、大規模な工房で祭壇画とともに聖母子の半身像を数多く制作した。チーマはほとんどすべてのキャリアをヴェネツィアで過ごしたが、故郷とは強い絆を保ち続け、コネリアーノでいくつかの不動産を購入した1516年に帰郷したと考えられている。1517年か1518年に死去し、9月3日に「修道士の教会」（おそらくヴェネツィアのサンタ・マリア・グロリオーザ・デイ・フラーリ聖堂か、コネリアーノのサン・フランチェスコ修道院）に埋葬された。
チーマは生涯で2度結婚し、最初の妻であるコロナとの間に2男、1女をもうけ、そのうち長男はパドヴァで聖職者となった。2番目の妻ジョアンナとの間には3男、3女をもうけた。

## 弟子
弟子には息子カルロ・ダ・コネリアーノ（Carlo da Conegliano）のほか、ヴィットーレ・ベリニアーノがいる。1492年にコネリアーノで生まれた画家フランチェスコ・ベッカルッツィが、チーマから直接訓練を受けたかどうかは不明である。

## 作品
チーマの主要な作品は祭壇画であり、そのうち約30作品が現存している。聖母マリアや聖人などの宗教あるいは神話の主題を扱った小品も描いているが、独立した肖像画は知られていない。美しい風景の描写は画家の故郷であるコネリアーノ周辺の丘陵や田園の風景を反映しており、光と色彩に対する感覚の多くをベッリーニと共有し、画家の最高品質の作品は細心の注意を払って職人技で制作している。しかし一度形成された様式はその後大きく変化することはなく、また不均一な芸術家であり、しばしば風景の中の聖母マリアや聖ヒエロニムスなど人気のある主題を繰り返し制作した。特に聖母子の絵画では、幼児キリストが立っている作品を同一の構図を用いて繰り返し制作している。1913年の『カトリック百科事典』によると、チーマの描く人物は当初はやや粗雑であったが、次第に厳しさを失い、気品を保ちながら優雅さを増していった。手軽で調和のとれた構図を背景に、チーマの故郷の山々は新たな重要性をもって作品を包み込んだ。チーマは画面の中に風景を描く場所を割り当てて、大気の法則と明暗の分布の法則を策定した最初のイタリア人の1人であった。ヴェネツィアのサン・ジョバンニ・イン・ブラゴラ教会のために1492年に制作した『キリストの洗礼』（Baptism of Christ）は、この点についての印象的な証拠を示している。カラーリングは豊かであり、チーマ特有の銀色のトーンが見られるが、後期の作品では繊細な金色に溶け込んでいる。チーマの構想は通常静かで劇的ではなく、多くは「聖会話」を示唆する場面を描いている（ほとんど独占的に宗教的なものを描いている）。チーマの絵画のほとんどは聖人の間で即位した聖母を表しており、これらの主題では静かに生命を吹き込まれた対称性を観察している。これらの神聖な人物のグループは敬虔な性格を持っていないかもしれないが、言葉では言い表せない平和の印象を持っている。しかしながら、偉大な同時代人（ベッリーニ、ジョルジョーネ、若いティツィアーノ・ヴェチェッリオ）の影に隠れて、ルネサンス美術史やヴェネツィア派の中でさえ見過ごされがちである。

## ギャラリー

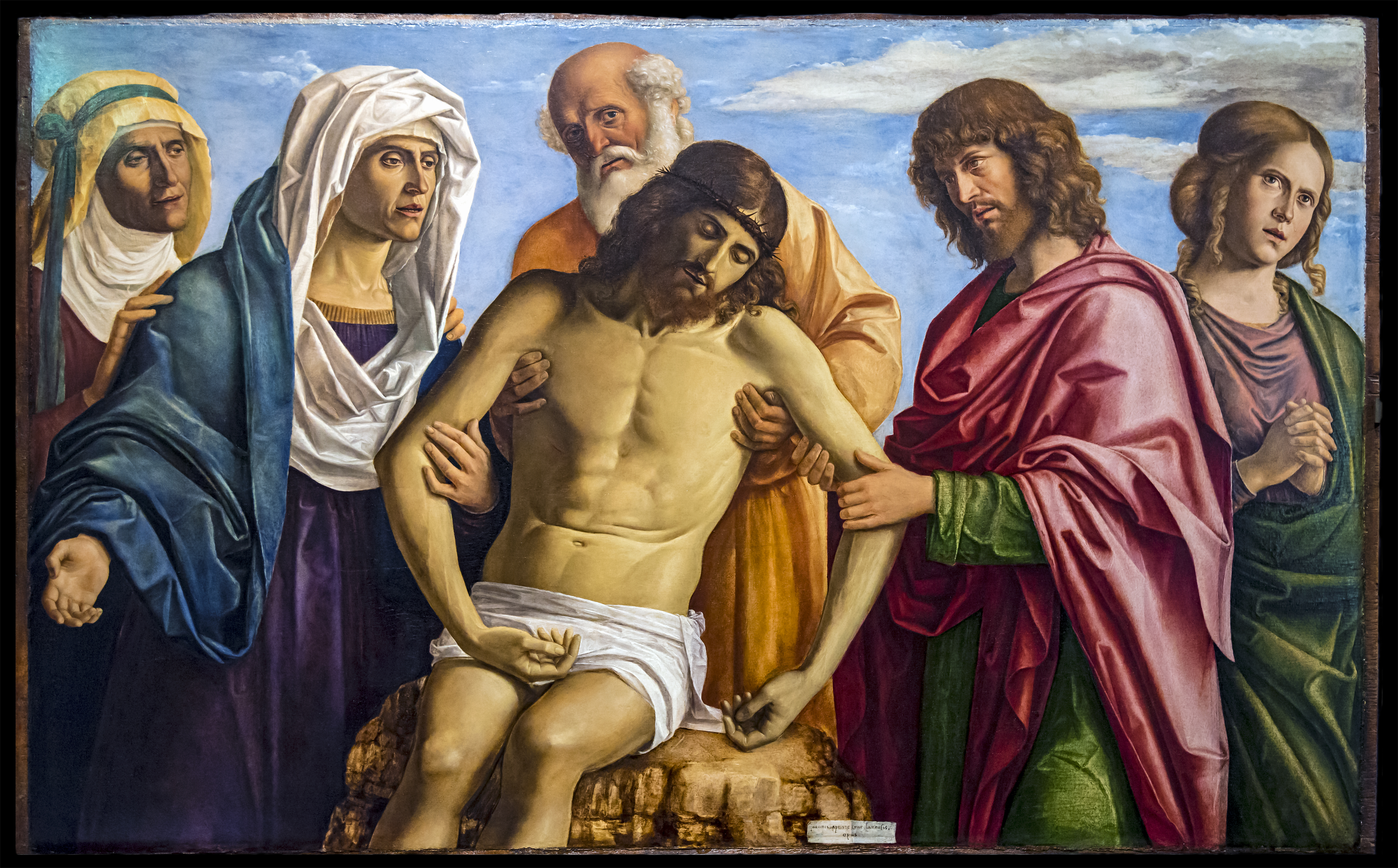
『キリスト哀悼』1490年 アカデミア美術館所蔵
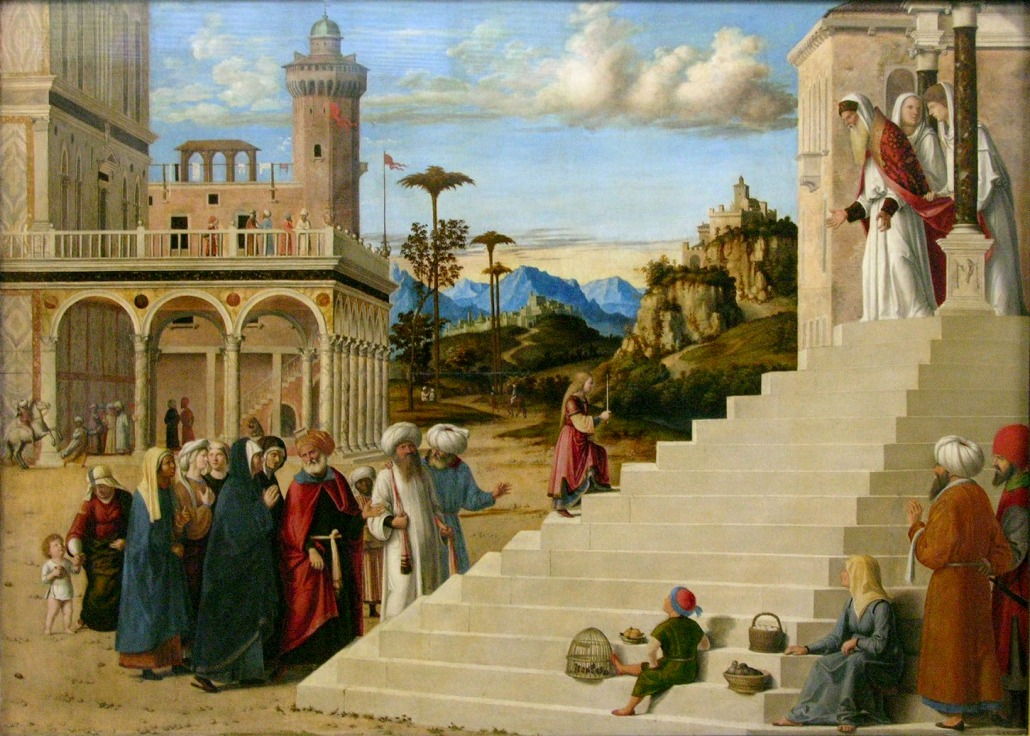
『聖母マリアの神殿奉献』1490年代 アルテ・マイスター絵画館所蔵
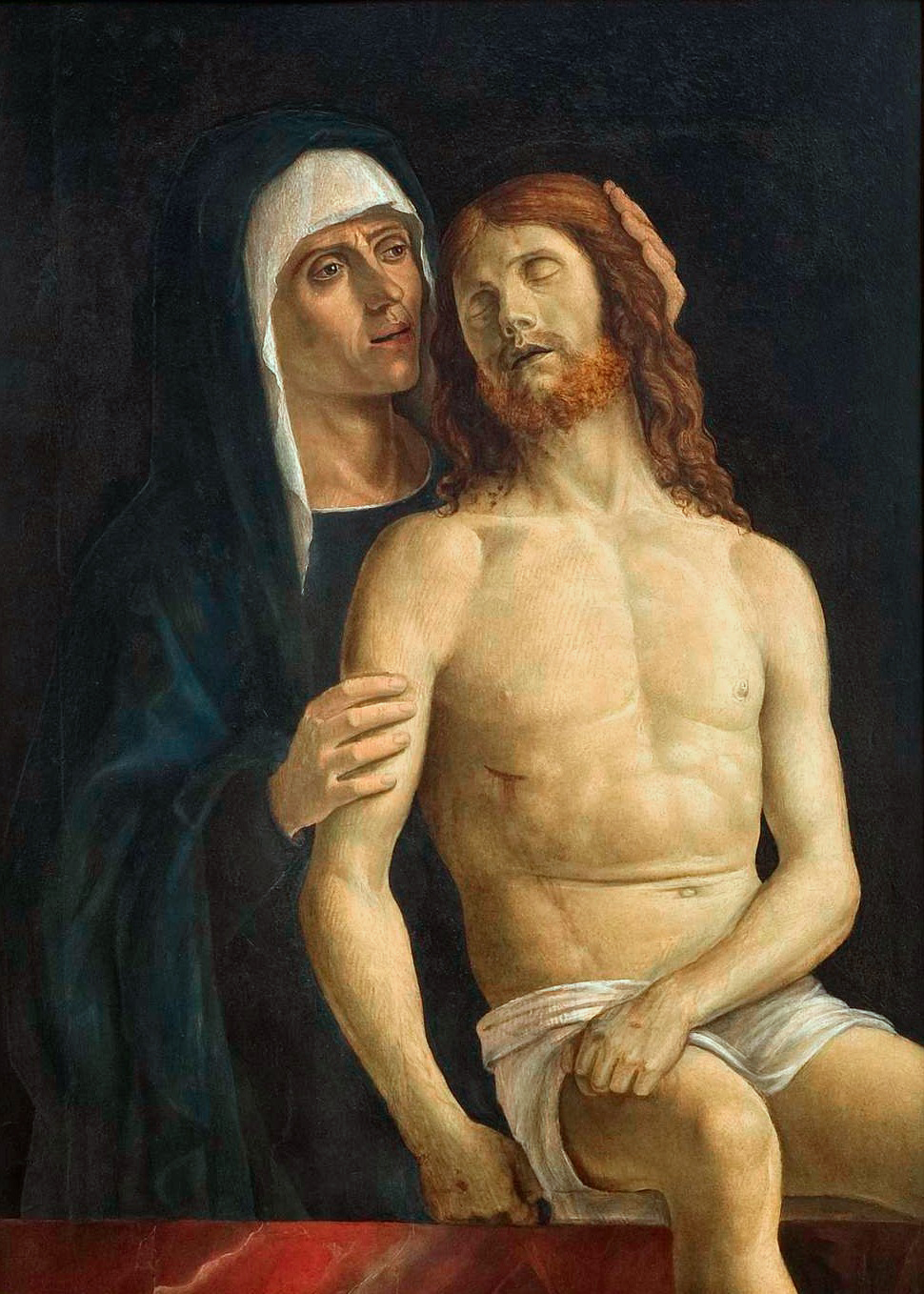
『ピエタ』1490年代 ワルシャワ国立美術館所蔵
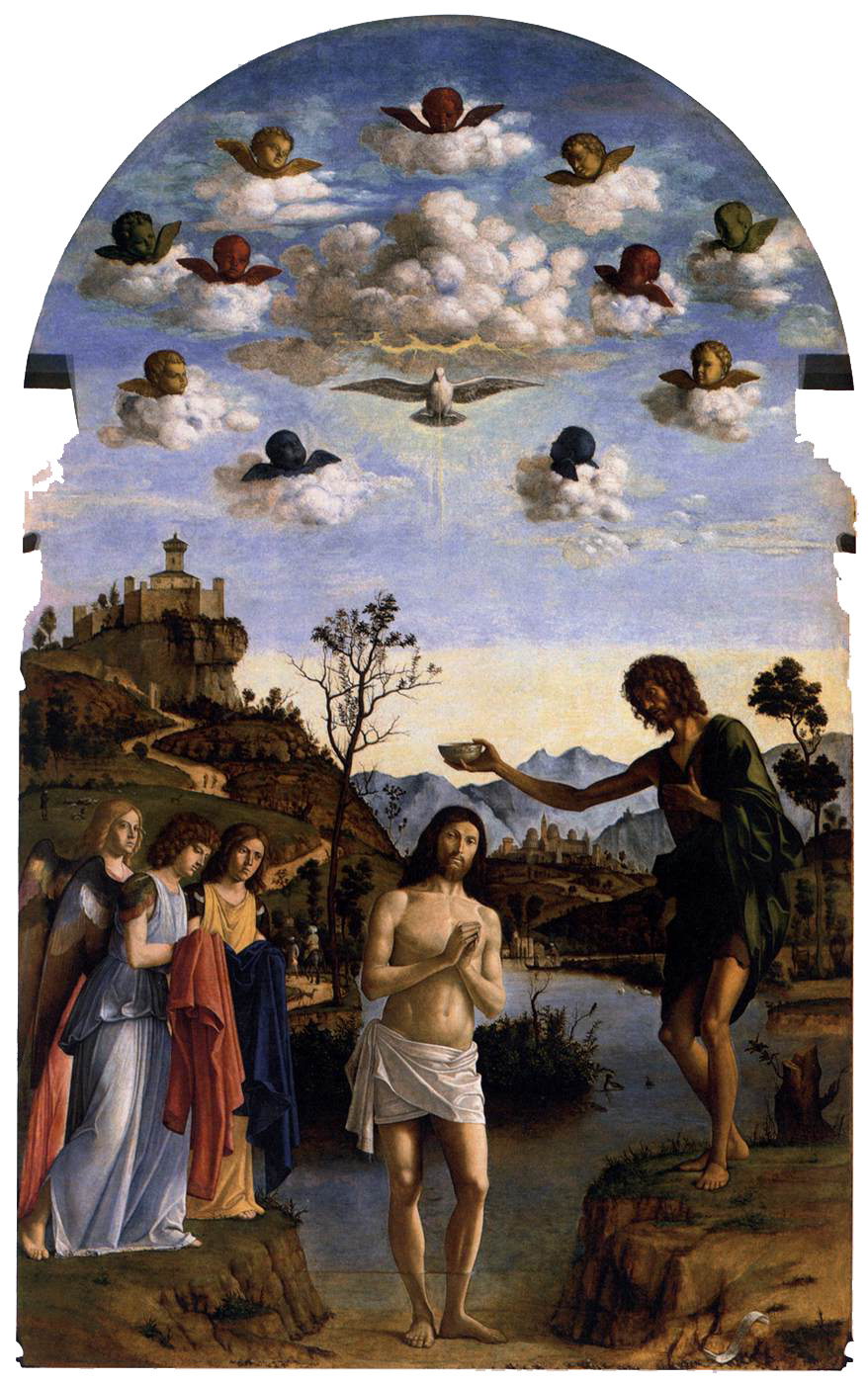
『キリストの洗礼』1492年 サン・ジョバンニ・イン・ブラゴラ教会（英語版）所蔵
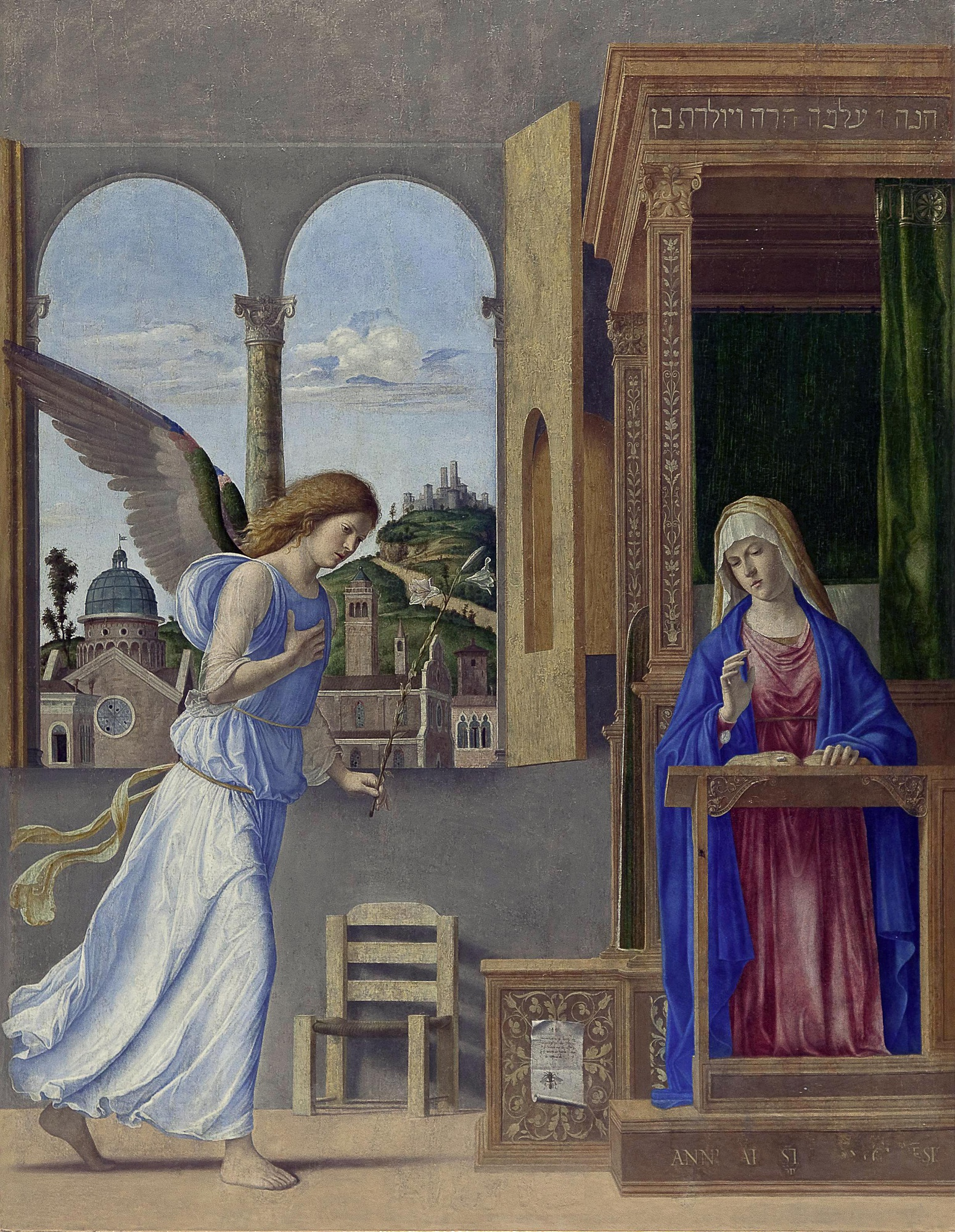
『受胎告知』1495年 エルミタージュ美術館所蔵
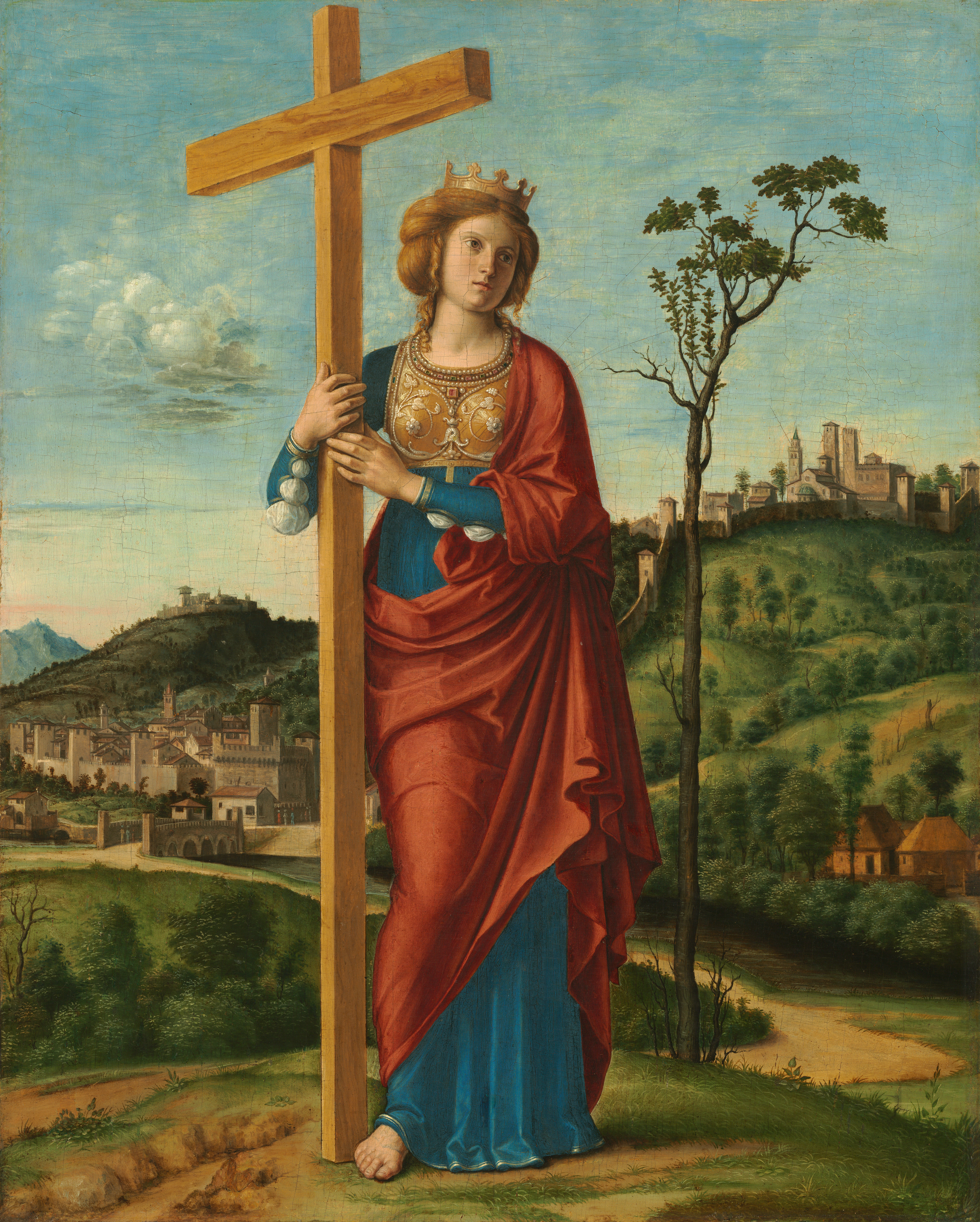
『聖ヘレナ』1495年 ワシントン・ナショナル・ギャラリー所蔵
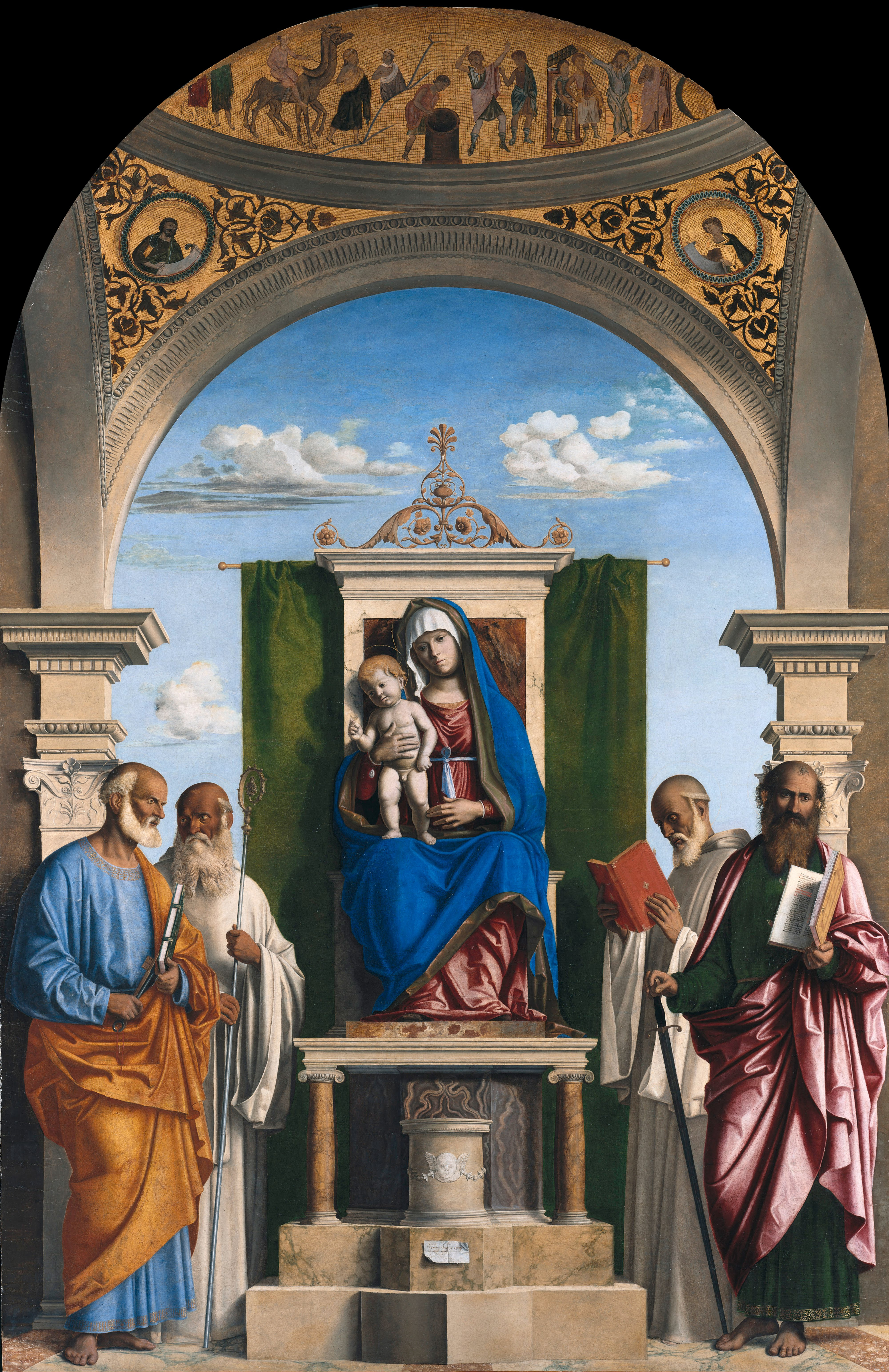
『即位した聖母子と聖人たち』1495年頃 絵画館所蔵
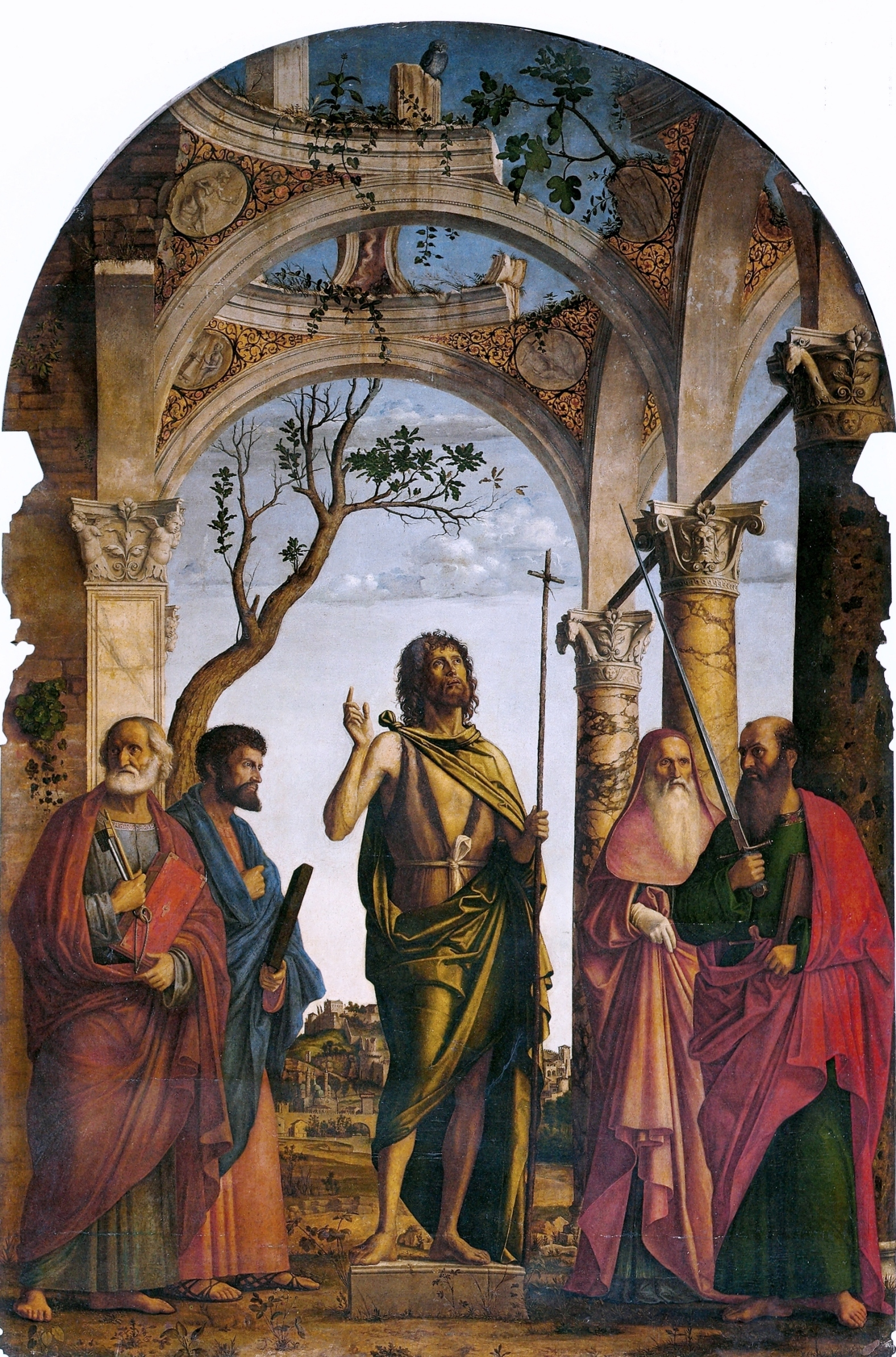
『聖ペテロと聖マルコ、聖ヒエロニムス、聖パウロの間の洗礼者聖ヨハネ』1495年頃 マドンナ・デッロールト教会所蔵
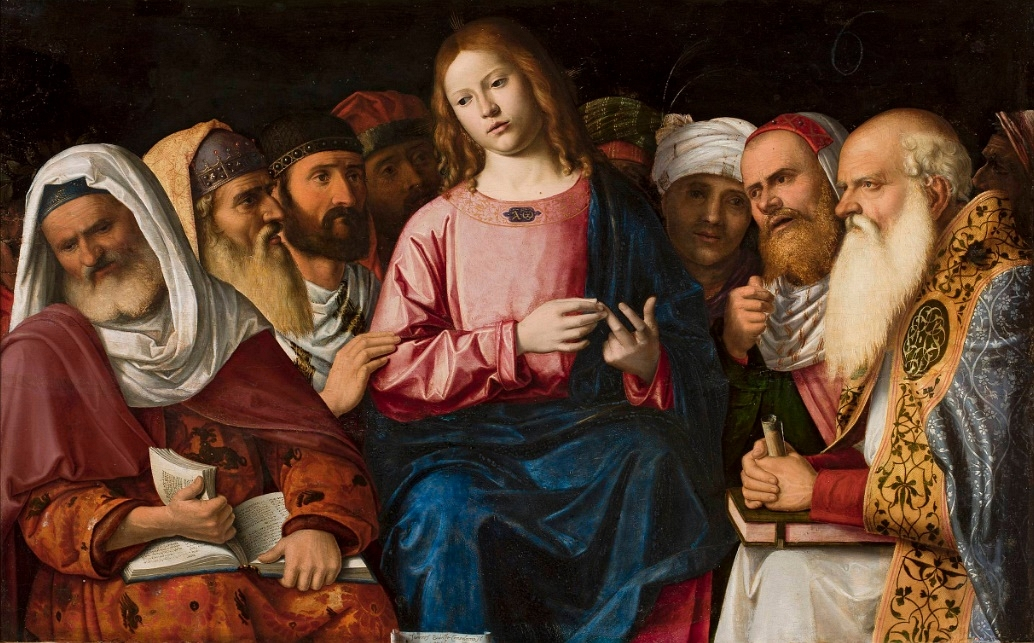
『博士たちの間のキリスト』1504年 ワルシャワ国立美術館所蔵
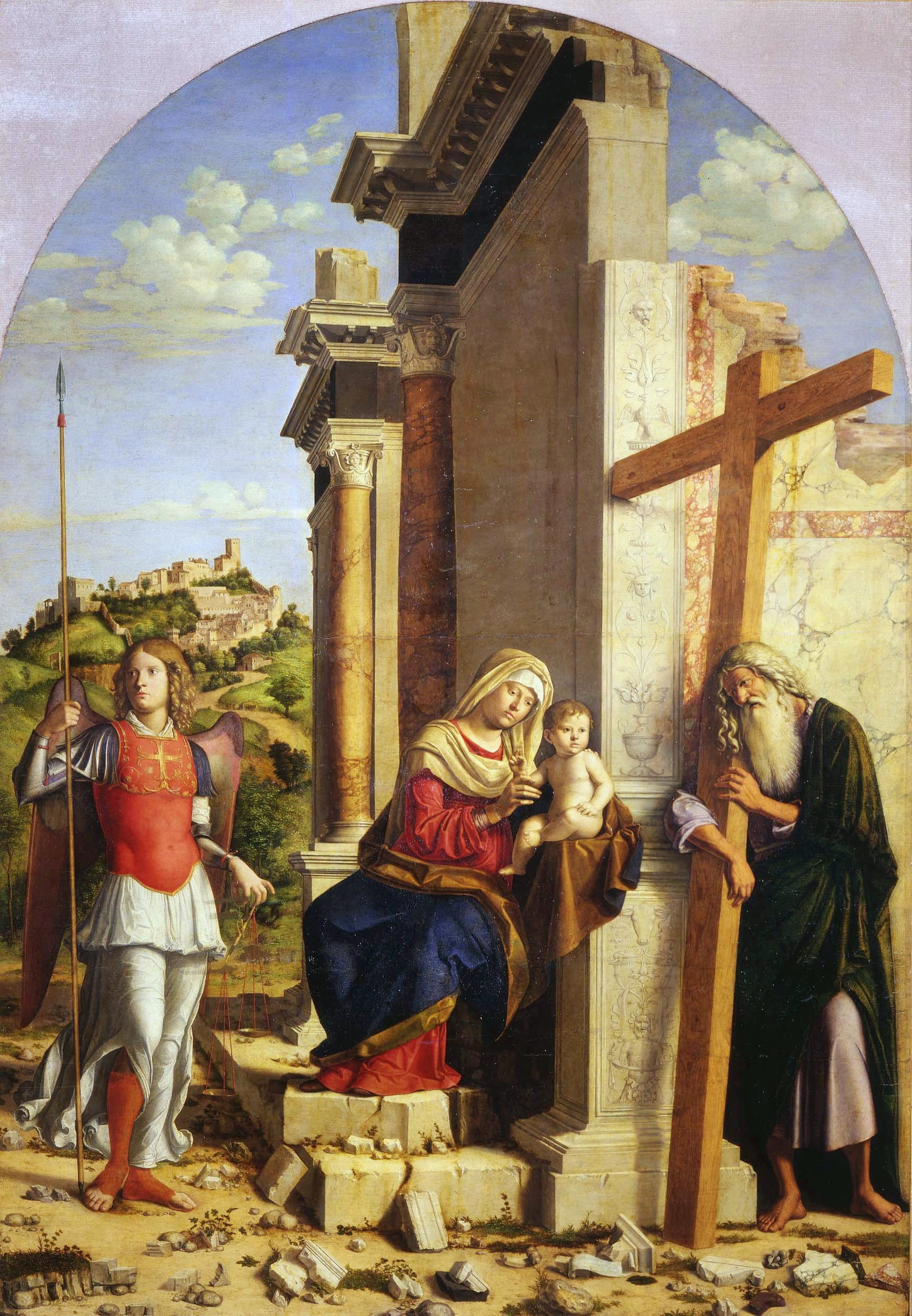
『聖母子と大天使聖ミカエル、聖アンデレ』1504年 パルマ国立美術館所蔵
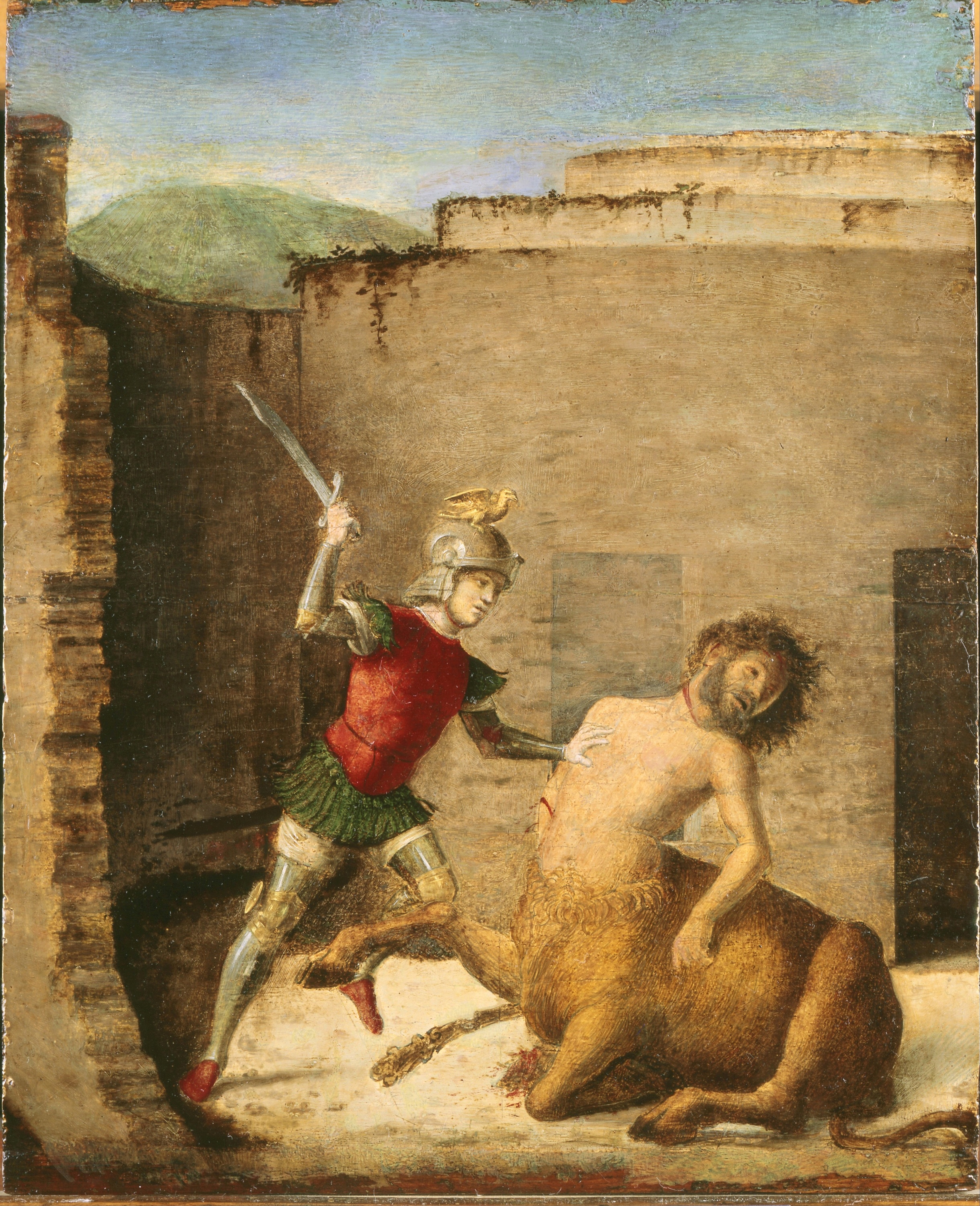
『ミノタウロスを殺すテセウス』1505年頃 ポルディ・ペッツォーリ美術館所蔵
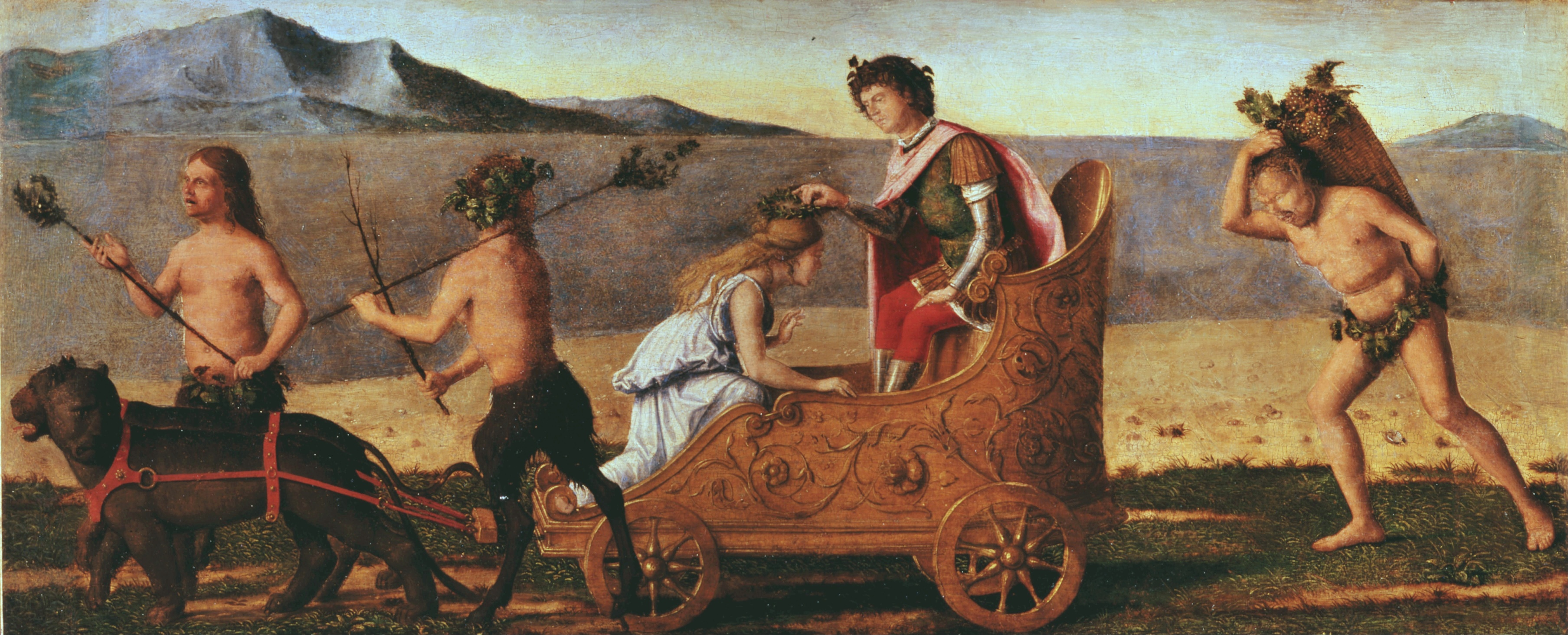
『バッカスとアリアドネの結婚』1505年頃 ポルディ・ペッツォーリ美術館所蔵
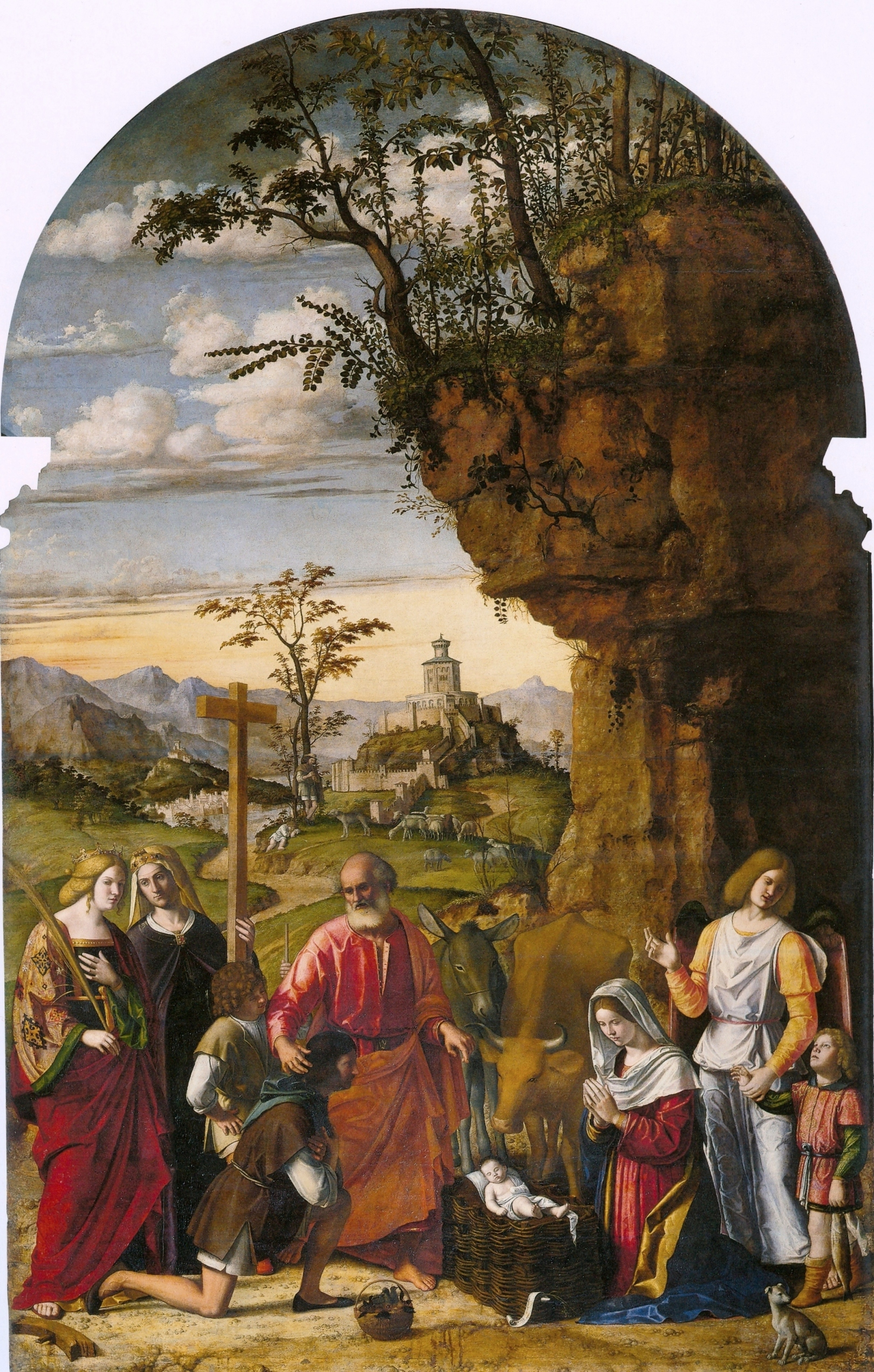
『羊飼いの礼拝』1509年 サンタ・マリア・ディ・カルミニ教会（英語版）所蔵
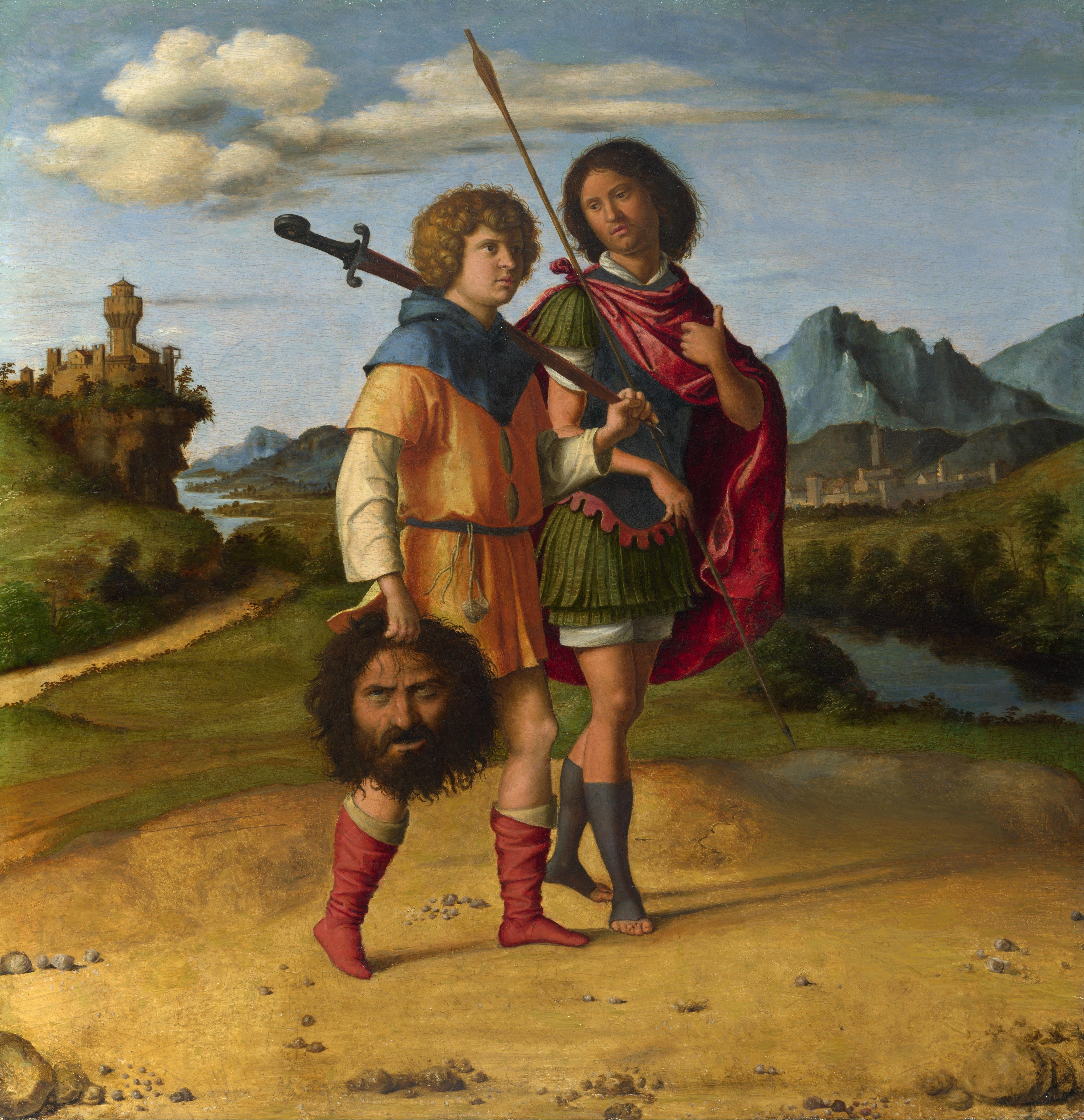
『ダビデ王とヨナタン』1505年-1510年頃 ロンドン・ナショナル・ギャラリー所蔵
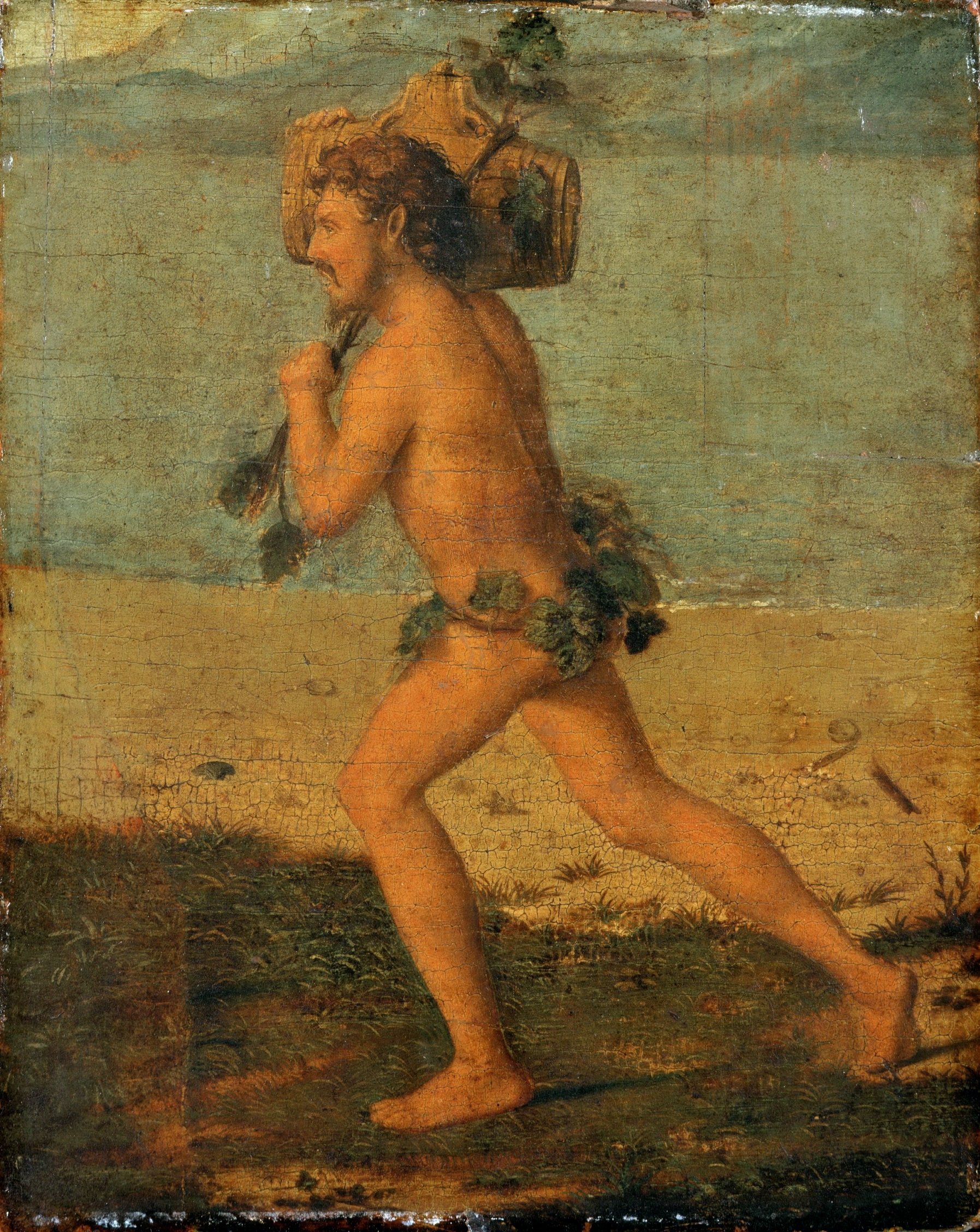
『バッカス神の祭司』1505年-1510年頃 フィラデルフィア美術館所蔵
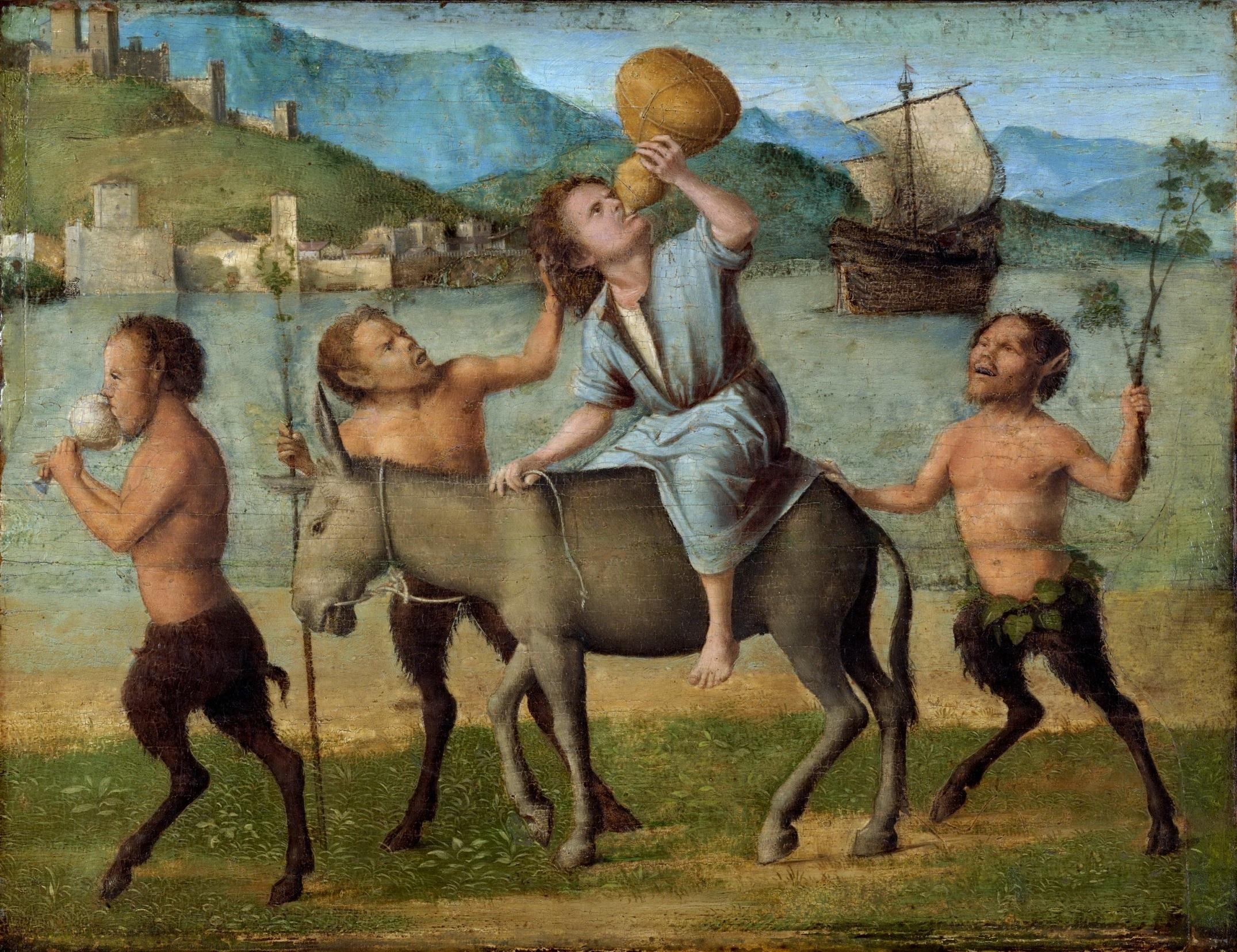
『シレノスとサテュロス』1505年-1510年頃 フィラデルフィア美術館所蔵
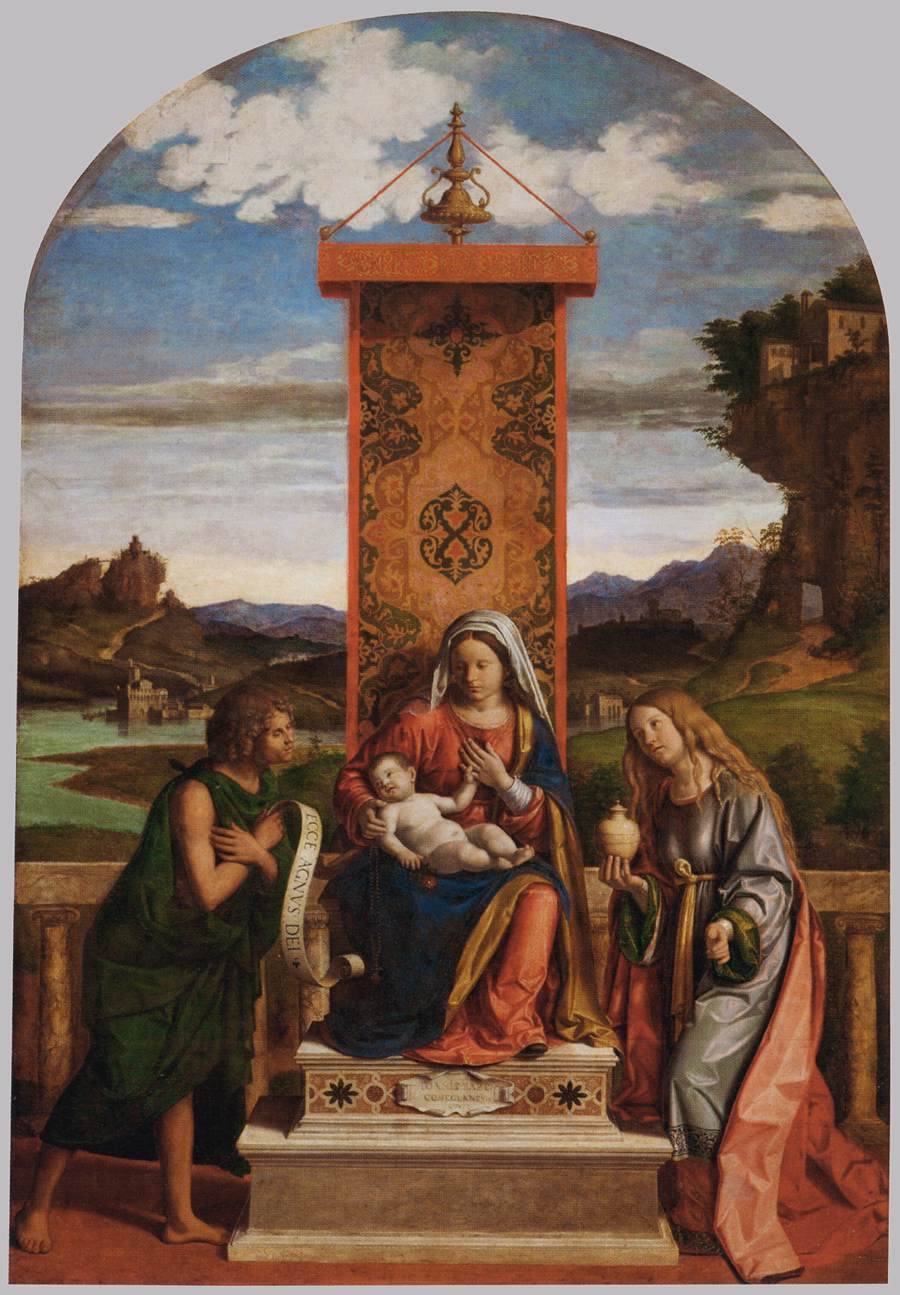
『玉座の聖母子と洗礼者聖ヨハネ、マグダラのマリア』1511年-1513年 ルーヴル美術館所蔵
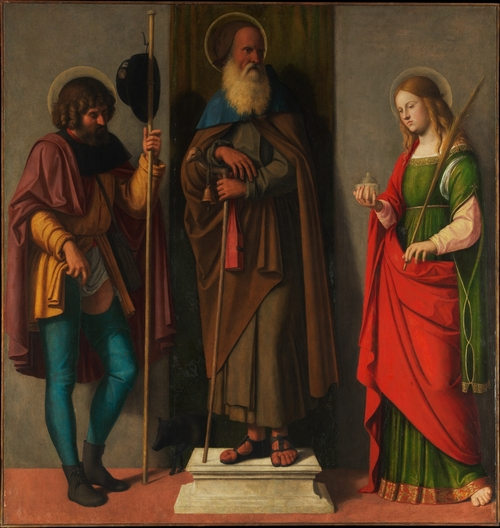
『三聖人あるいは聖ロクス、聖アントニウス、聖ルチア』1513年 メトロポリタン美術館所蔵
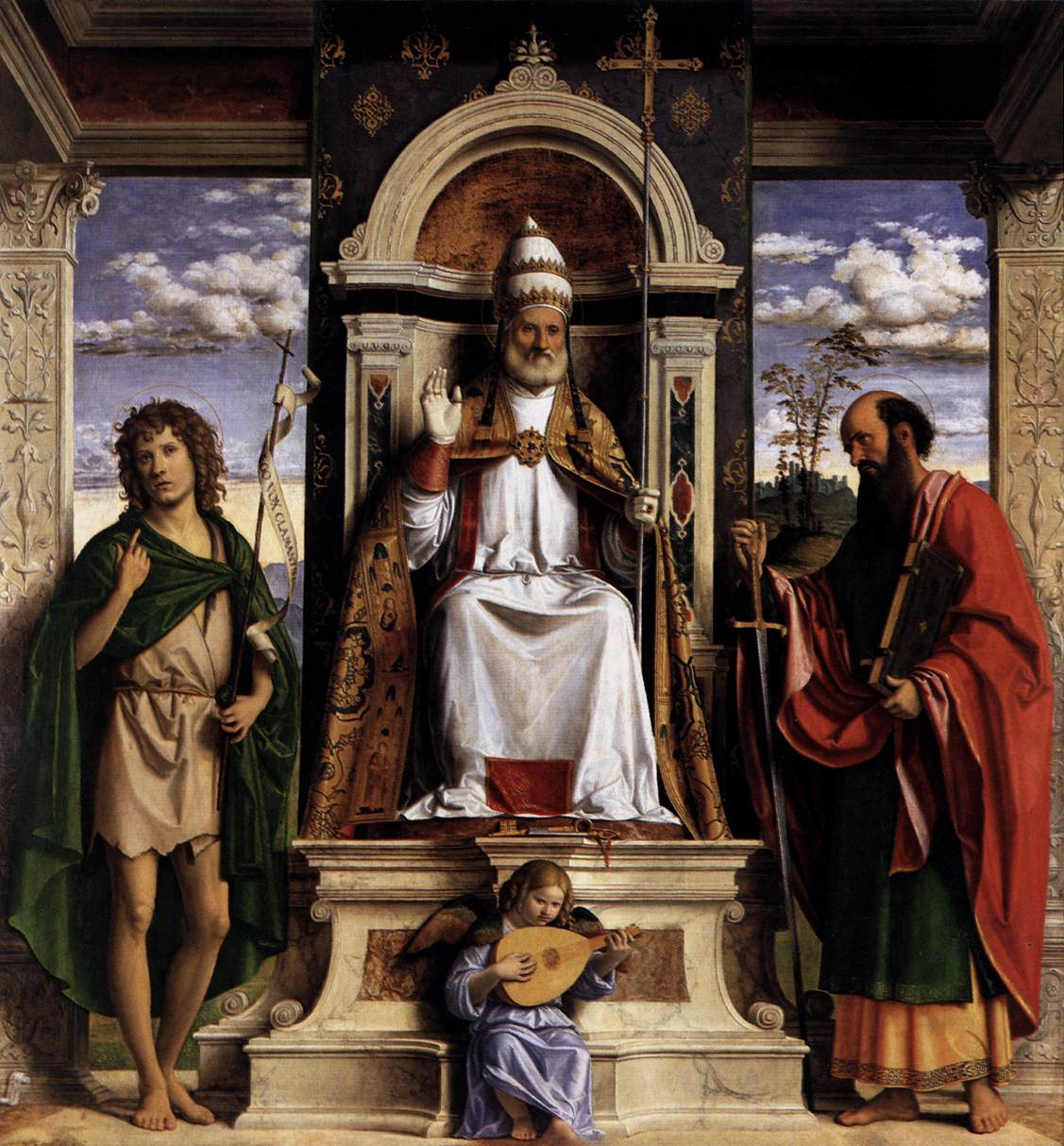
『即位した聖ペテロと聖人たち』1516年 ブレラ美術館所蔵
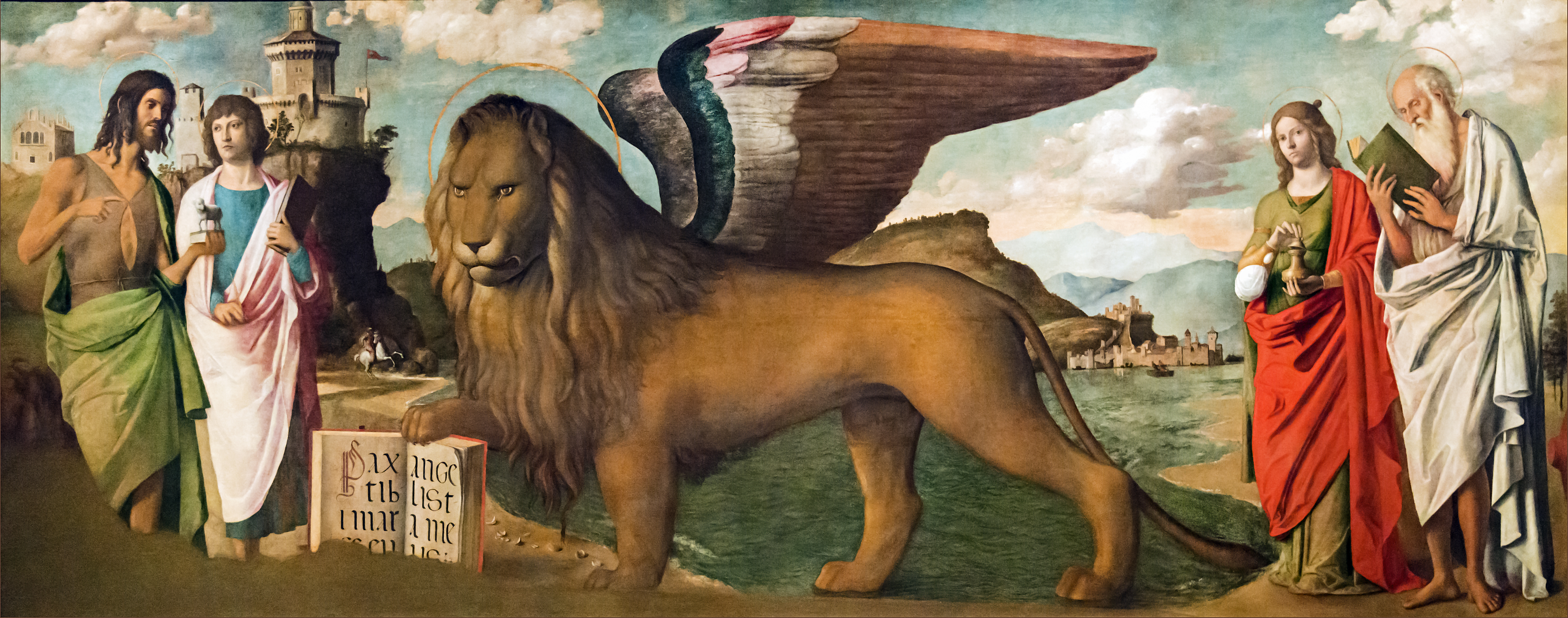
『聖ミカエルと洗礼者聖ヨハネ、マグダラのマリア、聖ヒエロニムスの間のライオン』1505年-1508年頃 アカデミア美術館所蔵